# Lưu Tôn
Lưu Tôn (chữ Hán: 刘尊, ? - 68 TCN), tức Triệu Hoài vương (趙懷王), là vị chư hầu vương thứ 10 của nước Triệu, chư hầu nhà Hán trong lịch sử Trung Quốc.
Lưu Cao là con trai của Triệu Khoảnh vương Lưu Xương, vua thứ 9 của nước Triệu. Năm 73 TCN, Lưu Xương chết, ông lên kế ngôi
Năm 68 TCN, Lưu Tôn qua đời. Ông làm Triệu vương 5 năm, thụy là Hoài vương, không con nối dòng. Nước Triệu bị phế trừ, nhập vào nhà Hán trong 2 năm. Năm 66 TCN, Hán Tuyên Đế lại lập em ông là Lưu Côn làm Triệu Ai vương.